# Mimosa irritabilis
Mimosa irritabilis är en ärtväxtart som beskrevs av Karel Presl. Mimosa irritabilis ingår i släktet mimosor, och familjen ärtväxter. Inga underarter finns listade i Catalogue of Life.